# Белнака
Белнака (рум. Bălnaca) — село у повіті Біхор в Румунії. Входить до складу комуни Шункуюш.
Село розташоване на відстані 390 км на північний захід від Бухареста, 51 км на схід від Ораді, 80 км на захід від Клуж-Напоки.

## Населення
За даними перепису населення 2002 року у селі проживали 1002 особи.
Національний склад населення села:
| Національність | Кількість осіб | Відсоток |
| -------------- | -------------- | -------- |
| румуни         | 825            | 82,3%    |
| цигани         | 173            | 17,3%    |

Рідною мовою назвали:
| Мова      | Кількість осіб | Відсоток |
| --------- | -------------- | -------- |
| румунська | 927            | 92,5%    |
| циганська | 75             | 7,5%     |